# Fable (jeu vidéo, 2026)
Pour les articles homonymes, voir Fable (homonymie).
Fable est un jeu vidéo à venir développé par Playground Games et édité par Xbox Game Studios. Il s'agit d'un reboot de la série de jeux Fable, et sortira exclusivement sur Microsoft Windows et Xbox Series en 2026.

## Développement
Après des années de rumeurs sur un nouveau jeu Fable, le titre a été annoncé en 2020 lors d'un Xbox Games Showcase comme un « reboot »,.
Lors du Xbox Games Showcase de 2024, une fenêtre de sortie est annoncée pour 2025. Le 25 février 2025, le jeu est repoussé pour l'année 2026.